# OR5P2
OR5P2 (англ. Olfactory receptor family 5 subfamily P member 2) – білок, який кодується однойменним геном, розташованим у людей на короткому плечі 11-ї хромосоми. Довжина поліпептидного ланцюга білка становить 322 амінокислот, а молекулярна маса — 35 786.
| 10         |  | 20         |  | 30         |  | 40         |  | 50         |
| ---------- |  | ---------- |  | ---------- |  | ---------- |  | ---------- |
| MNSLKDGNHT |  | ALTGFILLGL |  | TDDPILRVIL |  | FMIILSGNLS |  | IIILIRISSQ |
| LHHPMYFFLS |  | HLAFADMAYS |  | SSVTPNMLVN |  | FLVERNTVSY |  | LGCAIQLGSA |
| AFFATVECVL |  | LAAMAYDRFV |  | AICSPLLYST |  | KMSTQVSVQL |  | LLVVYIAGFL |
| IAVSYTTSFY |  | FLLFCGPNQV |  | NHFFCDFAPL |  | LELSCSDISV |  | STVVLSFSSG |
| SIIVVTVCVI |  | AVCYIYILIT |  | ILKMRSTEGH |  | HKAFSTCTSH |  | LTVVTLFYGT |
| ITFIYVMPNF |  | SYSTDQNKVV |  | SVLYTVVIPM |  | LNPLIYSLRN |  | KEIKGALKRE |
| LVRKILSHDA |  | CYFSRTSNND |  | IT         |  |            |  |            |

A: Аланін

C: Цистеїн

D: Аспарагінова кислота

E: Глутамінова кислота

F: Фенілаланін

G: Гліцин

H: Гістидин

I: Ізолейцин

K: Лізин

L: Лейцин

M: Метіонін

N: Аспарагін

P: Пролін

Q: Глутамін

R: Аргінін

S: Серин

T: Треонін

V: Валін

Кодований геном білок за функціями належить до рецепторів, g-білокспряжених рецепторів, білків внутрішньоклітинного сигналінгу. 
Локалізований у клітинній мембрані, мембрані.